# نديلي
نديلي هي مستوطنة، تتبع محافظة بامينغوي بانغوران، هي عاصمة محافظة بامينغوي بانغوران، بلغ عدد سكانها 10٬850 نسمة.

## المناخ
يظهر الجدول التالي التغييرات المناخية على مدار السنة لنديلي:
| البيانات المناخية لـنديلي | البيانات المناخية لـنديلي | البيانات المناخية لـنديلي | البيانات المناخية لـنديلي | البيانات المناخية لـنديلي | البيانات المناخية لـنديلي | البيانات المناخية لـنديلي | البيانات المناخية لـنديلي | البيانات المناخية لـنديلي | البيانات المناخية لـنديلي | البيانات المناخية لـنديلي | البيانات المناخية لـنديلي | البيانات المناخية لـنديلي | البيانات المناخية لـنديلي |
| الشهر | يناير                     | فبراير                    | مارس                      | أبريل                     | مايو                      | يونيو                     | يوليو                     | أغسطس                     | سبتمبر                    | أكتوبر                    | نوفمبر                    | ديسمبر                    | المعدل السنوي             |
| --- | ------------------------- | ------------------------- | ------------------------- | ------------------------- | ------------------------- | ------------------------- | ------------------------- | ------------------------- | ------------------------- | ------------------------- | ------------------------- | ------------------------- | ------------------------- |
| متوسط درجة الحرارة الكبرى °م (°ف) | 36.5 (97.7)               | 37.8 (100.0)              | 38.5 (101.3)              | 37.0 (98.6)               | 34.6 (94.3)               | 31.8 (89.2)               | 30.4 (86.7)               | 29.4 (84.9)               | 30.5 (86.9)               | 31.7 (89.1)               | 33.3 (91.9)               | 34.7 (94.5)               | 33.9 (92.9)               |
| المتوسط اليومي °م (°ف) | 27.2 (81.0)               | 29.4 (84.9)               | 30.1 (86.2)               | 30.0 (86.0)               | 28.6 (83.5)               | 26.7 (80.1)               | 25.4 (77.7)               | 25.4 (77.7)               | 25.4 (77.7)               | 25.9 (78.6)               | 25.8 (78.4)               | 25.1 (77.2)               | 27.1 (80.8)               |
| متوسط درجة الحرارة الصغرى °م (°ف) | 18.0 (64.4)               | 20.7 (69.3)               | 21.3 (70.3)               | 22.9 (73.2)               | 22.6 (72.7)               | 21.2 (70.2)               | 20.7 (69.3)               | 21.3 (70.3)               | 20.4 (68.7)               | 20.1 (68.2)               | 18.5 (65.3)               | 16.2 (61.2)               | 20.3 (68.6)               |
| الهطول مم (إنش) | 0 (0)                     | 6 (0.2)                   | 24 (0.9)                  | 65 (2.6)                  | 122 (4.8)                 | 151 (5.9)                 | 205 (8.1)                 | 235 (9.3)                 | 231 (9.1)                 | 131 (5.2)                 | 9 (0.4)                   | 0 (0)                     | 1٬179 (46.5)              |
| ساعات سطوع الشمس الشهرية | 279                       | 263                       | 250                       | 209                       | 222                       | 189                       | 160                       | 151                       | 157                       | 201                       | 277                       | 268                       | 2٬626                     |
| المصدر #1: Normales et records pour la période 2002-2013 à N'Dele ,                                                                                             |                           |                           |                           |                           |                           |                           |                           |                           |                           |                           |                           |                           |                           |
| المصدر #2: Climate : N'Délé for rainfall totals , Étude méthodologique pour l'utilisation des données climatologiques de l'Afrique tropicale for sunshine hours |                           |                           |                           |                           |                           |                           |                           |                           |                           |                           |                           |                           |                           |

## أعلام
- نور الدين آدم